# 口腔白斑
口腔白斑（英語：Leukoplakia，又可稱口腔白斑症）通常是指一種緊附於口腔黏膜上發生的白色斑塊的症狀，且和口腔癌的形成有所關連。發生斑塊的傷口周圍形狀通常不規則，且其外觀有可能隨時間發展而變化。
此處的白斑一般指發生於口腔中的病狀，但類似症狀有時也可能發生於尿道或消化系統的周圍。

醫學上導致口腔白斑發生的實際的原因如今尚未完全判明；可能導致發生的危險因素包括吸菸、過度飲酒或是嚼檳榔。白斑被認為是一種可能演變至癌症發生的組織變異現象。癌症的發生機率與組織變異的類型有所關連；約15%的區域性白斑或70-100%的增值性白斑症狀有發展為鱗狀細胞癌的可能。
一般常見的治療措施依照症狀的類型而有所不同；若異常的組織由外觀可見，或範圍尚未擴大，一般可由外科手術移除；其他情況下，三至六個月的追蹤時間應為充足。通常患者會被建議停止抽菸或控制飲酒量；一般情況下約半數的病狀能夠經由減少吸菸來控制 ；若持續吸菸，約三分之二的白斑症狀可能會持續加重。白斑症的發生機率通常與年齡成正比；多數發生的患者年齡為30歲以上；70歲以上的男性發生此症狀的機率最高可達8%。